# ويليام مونرو أرشيبالد
ويليام مونرو أرشيبالد هو طيار كندي، ولد في 23 فبراير 1876 في Truro, Nova Scotia ‏ في كندا، وتوفي في 10 نوفمبر 1949 في تورونتو في كندا.